# ネウストラシムイ (駆逐艦)
ネウストラシムイ（ロシア語: Неустрашимый）は、ソ連海軍の駆逐艦。ソビエト連邦において、第二次世界大戦後初めて新規設計された駆逐艦である41型駆逐艦（Эскадренные миноносцы проекта 41）の唯一の建造艦である。同型のNATOコードネームはタリン型とされたが、これは西側諸国が本艦の艦影を初めて捉えたのがタリン近郊での海上公試中のことだったためと考えられている。

## 来歴
41型駆逐艦に関する戦術・技術要求事項（TTZ）は、1947年6月14日にソビエト連邦閣僚会議の承認を受けた。これは、大戦中に計画された嚮導艦である47型の草案をベースとしており、また海軍当局が要望していた大型駆逐艦である40型がスターリン書記長に棄却されたことに伴う代替案でもあった。
この時期、ソ連海軍の上層部はスターリンの粛清の対象となっており、多くの提督が軍法会議に掛けられていたこともあって開発は遅延し、技術計画の承認は1949年9月28日となった。41型駆逐艦は110隻の建造が予定されていたが、この計画において、まずは1隻を建造して評価を行ったのちに連続建造を開始することとされた。これに基づいて建造されたのが本艦である。

## 設計
船型は平甲板型で、船体中部にかけてシアが付された。船体は溶接構造を基本としており、船質はSHL-4型高張力鋼であったが、船殻の薄さのために後に剛性不足が指摘された。船体には13の横隔壁が設けられており、連続3区画の浸水にも抗堪するよう配慮されていた。基地依存性の低下を目的として居住性の改善が図られており、先行する30-bis型（スコーリイ級）と比して、1人あたりの居住区面積は1.25平方メートルから1.6平方メートルへと拡大された。
41型は、30-bis型（スコーリイ級）よりも機関の小型化・高性能化を図ることとなっていた。蒸気性状は、30-bis型で搭載されたKV-30型ボイラーでは圧力27 kgf/cm2 (380 lbf/in2)、温度350 °C (662 °F)であったのに対し、本艦で搭載されたKV-41型ボイラーでは圧力64 kgf/cm2 (910 lbf/in2)、温度450 °C (842 °F)へと高圧・高温化された。これにより、30-bis型と比して100トン以上の軽量化が達成されたとされる。
ただし本艦よりもやや遅れて計画が進んでいた82型巡洋艦（スターリングラード級）の速力がスターリン書記長の命令によって引き上げられたことで、その直衛艦として期待されていた本艦は、建造前にして既に速力不足の恐れが生じており、しかも公試ではその計画速力（36ノット）にも達しなかった。これはタービンの蒸気消費量が想定よりも10％多く、規定の66,000馬力ではなく64,200馬力しか発揮できなかったためであり、後に推進器の設計を改訂するとともに要求も妥協することで国家試験には合格した。また高速時には船尾が激しく振動するという問題があり、上部構造がこれに共振している場合、船尾甲板では立っていることすら困難であった。

## 装備
装備面での最大の特徴が、新開発の58口径13.0 cm両用砲（SM-2-1）の搭載であった。これはドイツ国の65口径10.5 cm両用砲（SK C/33: 10.5 cm FlaK 38の艦砲仕様）を参考にしており、同世代のアメリカ合衆国の38口径12.7 cm両用砲と比べると、対地射撃能力には優れている一方、発射速度が遅いために防空能力は劣っていた。対空兵器としては45 mm 4連装機関砲を搭載したが、当初搭載したSM-16は信頼性が低く、後に同数のSM-20-ZiFに換装した。
射撃指揮システム（FCS）としては、68-K型（チャパエフ級）・68-bis型巡洋艦（スヴェルドロフ級）で搭載されたシステムを元に駆逐艦用に改訂したゼニット-41（Зенит-41）が採用され、火器管制レーダーとしてはヤーコリ-Mを搭載した。艦橋上の大型方位盤は、支筒を含めて駆逐艦級への採用は初の試みであった。

## 艦歴
技術計画41号の政府承認から2か月後の1949年12月、レニングラードのA. A. ジダーノフ記念第190造船所において、その1番艦となる本艦の建造が開始された。建造番号は614であった。
当時、同造船所では30-bis型の建造が続いていたこともあって本艦の作業は滞りがちだったが、1951年1月には進水に漕ぎ着けた。また同年7月にクズネツォフ中将が海軍大臣に復帰すると作業が加速され、8月には係留状態での試験を開始した。ただし上記の通り、計画段階で既に速力不足が懸念されていたこともあって、本艦の同型艦を建造するか否かは政治指導部や海軍当局の中でも意見が分かれており、1951年6月2日、41型駆逐艦の建造は本艦のみで終了して、改良型（後の56型）に移行することが正式に決定された。
係留試験未了ながらも、1952年1月には海上試験も開始され、本来は同年に海軍に引き渡す予定であった。しかし上記の通り、この試験において計画速力すら達成できないことが判明し、予定は大きく遅延した。改良と要求事項の妥協を経て1954年8月より国家試験が開始され、1955年1月に合格した。